# Államok vezetőinek listája 947-ben
Ezen az oldalon a 947-ben fennálló államok vezetőinek névsora olvasható földrészek, majd országok szerinti bontásban.

## Európa
- Angol Királyság – Eadred király (946–955)
- Areláti Királyság – Békés Konrád király (937–993)
- Bizánci Birodalom – VII. Bíborbanszületett Kónsztantinosz császár (913–959)
- Bulgária – I. Szent Péter cár (927–969)
- Dánia – III. Öreg Gorm király (936–958)
- Gascogne-i Hercegség – IV. Sancho, Gascogne hercege (930–950/955) (Nyugat-Frankföld vazallusa)
- Hispania –
  - Barcelonai Grófság –
    1. Sunyer gróf (911–947)
    2. II. Borrel gróf (947–993), I. Miro gróf (947–966), társuralkodók

  - Kasztíliai Grófság – Ferdinánd gróf (931–970)
  - Córdobai Kalifátus – III. Abd ar-Rahmán kalifa (929–961)
  - Leóni Királyság – II. Nagy Ramiro leóni király  (931–951)
    - Első portugál grófság – Mumadona Dias grófnő (924–950)

  - Pamplonai Királyság – III. García király (925–970)
  - Pallars grófság – Lupo gróf (920–948), Isarn gróf (920–948) társuralkodók
  - Ribagorça grófság – I. Bernard Unifred gróf (920–950/955), Miró gróf (920–?), társuralkodók
- Horvát Királyság – Miroszláv horvát király (945–949)
- Írország – Congalach Cnogba ír főkirály (944–956)
  - Ailech – Domnall ua Néill, Ailech királya (943–980)
  - Dublin –
    1. Amlaíb Cuarán, Dublin királya (945–947)
    2. Blácaire mac Gofrith, Dublin királya (947–948)

  - Connacht – Tadg mac Cathail, Connacht királya (925–956)
  - Uí Maine – Murchadh mac Aodha, Uí Maine királya (936–960)
  - Leinster –
    1. Bróen mac Máelmórda, Leinster királya (943–947)
    2. Túathal mac Úgair, Leinster királya (947–958)

  - Meath – Donnchad mac Domnaill, Meath királya (945/946–950)
  - Munster – Cellachán Caisil, Munster királya (944 körül–954)
- Itáliai Királyság –
  1. Hugó király (926–947) 945-től csak névlegesen
  2. II. Lothár király (947–950) csak névlegesen
  3. II. Berengár király (945-950) tényleges hatalom

  - Beneventói Hercegség – II. Landulf herceg (943–961) társuralkodó, I. Vasfejű Pandulf herceg (943–981) társuralkodó
  - Capuai Hercegség – IV. Landulf herceg (943–961)
  - Gaetai Hercegség – II. Docibilis herceg (933–954)
  - Nápolyi Hercegség – III. János herceg (928–968)
  - Salernói Hercegség – I. Gisulf herceg (946–977)
  - Spoletói Hercegség – II. Bonifác herceg (946–953)
  - Toszkána – Humbert őrgróf (936–961)
  - Velencei Köztársaság – III. Pietro Candiano dózse (942–959)
- Kaukázus –
  - Ibériai Királyság – I. Szmbat herceg (937–958)
  - Kaheti Hercegség – II. Kvirike, herceg (929–976)
  - Örményország – Abbász király (928–953)
  - Klardzseti – II. Szmbat, herceg (943–988)
- Kazár Birodalom – József kazár kagán (930-as évek–950-es évek)
- Kijevi Rusz –
I. Szvjatoszláv fejedelem (945–972)
Szent Olga fejedelemasszony (945–962) tényleges uralkodó, régens
  - Polocki Fejedelemség – Rogvolod polocki fejedelem (kb. 945–978)
- Krétai Emírség – Ali bin Ahmad emír (943–949)
- Magyar Fejedelemség – 
  1. Zolta (Zsolt) fejedelem (907–947)
  2. Falicsi fejedelem (947–955)
- Német-római Birodalom – I. Nagy Ottó császár (936–973)
  - Bajorország –

  1. Berthold herceg (938–947)
  2. I. Henrik herceg (947–955)

  - Csehország – I. Kegyetlen Boleszláv cseh fejedelem (935–967)
  - Kölni Választófejedelemség – Wikfried érsek (924–953)
  - Lotaringia – Vörös Konrád, herceg (944–953)
    - Fríziai grófság – II. Dirk holland gróf (kb. 939–988)
    - Hainaut-i grófság – III. Reginár gróf (940–958)

  - Mainzi Választófejedelemség – Frigyes érsek (937–954)
  - Svábföld – I. Hermann gróf (926–949)
  - Szászország – I. Nagy Ottó császár (936–973)
    - Billung őrgrófság – Hermann Billung szász őrgróf (936–973)
    - Szász keleti őrgrófság – I. Gero szász őrgróf (937–965)

  - Trieri Választófejedelemség – Ruotbert érsek (931–956)
- Norvégia – I. Jóságos Haakon király (934–961)
- Nyugat-Frankföld – IV. Tengerentúli Lajos király (936–954)
  - Angoulême-i grófság – I. Bernard gróf (945–952)
  - Anjou grófság – II. Jó Fulkó gróf (941–958)
  - Blois-i Grófság – I. Csaló Theobald gróf (kb. 944–975)
  - Breton Hercegség – I. Ferdeszakállú Alan herceg (937–952)
  - Burgundi Hercegség – Fekete Hugó herceg (923–952)
  - Cambrai Grófság – Izsák gróf (908–948)
  - Flamand grófság – I. Nagy Arnulf gróf (918–965)
  - Maine-i grófság – I. Hugó gróf (900–950)
  - Namuri Őrgrófság – I. Róbert namuri gróf (946–974)
  - Neustriai Őrgrófság – Nagy Hugó neustriai őrgróf (922–956)
  - Normandia – I. Richárd herceg (942–996)
  - Párizsi grófság – Nagyszerű Hugó (923–956)
  - Aquitania – III. Szőke Vilmos, Aquitania hercege (935–963)
  - Toulouse-i grófság – III. Rajmund toulouse-i gróf (942–972)
  - Vermandois-i grófság – I. Albert gróf (943–987)
- Pápai állam – II. Agapét pápa (946–955)
- Skót Királyság – I. Vörösveszedelmes Malcolm skót király (943–954)
- Svédország – V. Erik király (930–950)
- Szerbia – Časlav Klonimirović zsupán (927–950)
- Wales –
  - Deheubarth – Hywel Dda herceg (909–950)
  - Gwynedd – Hywel Dda király (942–950)
  - Powys – Hywel Dda herceg (942–950)

## Afrika
- Egyiptom – Únúdzsúr ibn al-Ihsíd ihsídida uralkodó (946–961)
- Etiópia – Tatadim etióp császár („A négusok négusa”) (919–959)
- Ifríkija – al-Manszúr fátimida imám–kalifa (946–953)
- Marokkó (Tanger és a Ríf környéke) – al-Kászim Gannún idríszida emír (937/8–948/9), a Córdobai Kalifátus alárendeltségében

## Ázsia
- Abbászida Kalifátus –
  - a hatalom tényleges birtokosa: Muizz ad-Daula buvajhida főemír (945–967)
  - al-Mutí (946–974)
  - Az Abbászidák fennhatóságát névleg elismerő államok
    - Aleppói Emírség – Szajf ad-Daula hamdánida emír (946–967)
    - Dzsibáli Emírség – Rukn ad-Daula buvajhida emír (943–976)
    - Fárszi Emírség – Imád ad-Daula buvajhida emír (934–949)
    - Gorgán és Tabarisztán – Vusmgír ibn Zijár zijárida emír (935–967)
    - Horászán és Transzoxánia – Núh ibn Naszr számánida emír (943–954)
    - Kermáni Emírség – Muhammad ibn Iljász iljászida emír (932–967)
    - Moszuli Emírség – Nászir ad-Daula hamdánida emír (935–967)
- Bahrein (a Perzsa-öböl partvidéke) – Abu Táhir Ahmad al-Dzsannábi karmati vezető (944–970)
- Bizánci Birodalom – VII. Bíborbanszületett Kónsztantinosz császár (913–959)
- India –
  - Kamarúpa – Ratnapála király (920–960)
  - Csola – I. Parantaka Csola király (907–955)
  - Mánjakhéta – III. Krisna rástrakuta király (939–967)
  - Pála Birodalom – Radzsjapála király (917–952)
- Japán – Murakami, japán császár (946–967)
- Jemen – al-Manszúr Jahja rasszida imám (934–976)
- Khmer Birodalom – Radzsendravarman, Angkor királya (császára) (944–968)
- Kína (Az öt dinasztia és a tíz királyság kora)
  - Kései Csin (Qin)-dinasztia – Csu-ti (Chudi), kései Csin (Qin)-császár (942–947)
  - Kései Han (Han)-dinasztia – Liu Zsi-jüan (Liu Zhi Yuan), kései Han (Han)-császár (947–948)
  - Csu (Chu) –

  1. Ma Hszi-fan (Ma Xifan), Csu (Chu) király (932–947)
  2. Ma Hszi-kuang (Ma Xiguang) Csu (Chu) király (947–950)

  - Tingnan (Dingnan) – Li Ji-hszing (Li Yixing), Tingnan (Dingnan) katonai kormányzója (csietusi (jiedushi)) (935–967)
  - Csingnan (Jingnan) (Nanping) – Kao Cung-huj (Gao Conghui), Nanping királya (928–948)
  - Kései Su (Shu) – Meng Csang (Meng Chang), Su (Shu) császár (934–965)
  - Csingjüan (Qingyuan) – Liu Cung-hsziao (Liu Congxiao), Csingjüan (Qingyuan) katonai kormányzója (csietusi (jiedushi)) (945–962)
  - Déli Han-dinasztia – Liu Seng (Liu Sheng), császár (943–958)
  - Déli Tang-dinasztia – Jüan-cung (Yuanzong), császár (943–958)
  - Vujüe (Wuyue) – 
    1. Csien Co (Qian Zuo), Vujüe (Wuyue) királya (941–947)
    2. Csien Cong (Qian Zong), Vujüe (Wuyue) királya (947)
    3. Csien Csu (Qian Chu), Vujüe (Wuyue) királya (947–978)
- Korea (Korjo-dinasztia) – Csongdzsong király (945–949)
- Kitán Birodalom (Lia-dinasztia)
  1. Taj-cung (Taizong), császár (926–947)
  2. Si-cung (Shizong), császár (947–951)
- Mataram Királyság –
  1. Mpu Sindok (kb. 928–947)
  2. Szri Isztana Tunggavidzsaja (947–985)